# Saint-Christol, Ardèche
Saint-Christol là một xã ở tỉnh Ardèche, vùng Auvergne-Rhône-Alpes ở đông nam nước Pháp.